# Lijst van bewindslieden onder Ronald Venetiaan
Dit is een lijst van bewindslieden die gediend hebben tijdens de drie ambtstermijnen van de Surinaamse president Ronald Venetiaan.

## Eerste ambtstermijn(1991-1996)
Vicepresident gedurende de gehele periode was is Jules Ajodhia (VHP).
in onderstaande tabel zijn niet alle wijzigingen verwerkt
| Ministerie                              | Minister                                                                              |
| --------------------------------------- | ------------------------------------------------------------------------------------- |
| Arbeid                                  | Reynold Simons (SPA) vanaf okt. 1993: Jack Kross                                      |
| Binnenlandse Zaken                      | Soeratno Setroredjo (KTPI) vanaf 1992: Johan Sisal vanaf okt. 1993: Saban Sabiran     |
| Buitenlandse Zaken                      | Subhas Mungra (VHP)                                                                   |
| Defensie                                | Siegfried Gilds (SPA)                                                                 |
| Economische Zaken (Handel en Industrie) | Tjan Gobardhan (VHP) vanaf okt. 1993: Richard Kalloe                                  |
| Financiën                               | Rudi Roseval (NPS) vanaf dec. 1991: Eddy Sedoc (a.i.) vanaf 1992: Humphrey Hildenberg |
| Justitie en Politie                     | Soeshiel Girjasing (VHP)                                                              |
| Landbouw, Veeteelt en Visserij          | André Kartoredjo (KTPI?) vanaf ??: Soeratno Setroredjo vanaf okt. 1993: Johan Sisal   |
| Natuurlijke Hulpbronnen                 | Harold Pollack (NPS) vanaf okt. 1993: Franco Demon                                    |
| Onderwijs en Volksontwikkeling          | Cor Pigot (NPS) vanaf sept. 1992: Gerard Hiwat                                        |
| Openbare Werken                         | Radjkoemar Randjietsingh (VHP)                                                        |
| Planning en Ontwikkelingssamenwerking   | Eddy Sedoc (NPS) vanaf okt. 1993: Ronald Assen                                        |
| Regionale Ontwikkeling                  | Rufus Nooitmeer (NPS) vanaf 1994: Romeo van Russel                                    |
| Sociale Zaken en Volkshuisvesting       | Willy Soemita (KTPI)                                                                  |
| Transport, Communicatie en Toerisme     | John Defares (SPA)                                                                    |
| Volksgezondheid                         | Rakieb Khudabux (VHP)                                                                 |

## Tweede ambtstermijn(2000-2005)
Vicepresident gedurende de gehele periode was Jules Ajodhia (VHP).
| Ministerie                                    | Minister                                                                  |
| --------------------------------------------- | ------------------------------------------------------------------------- |
| Arbeid, Technologische Ontwikkeling en Milieu | Clifford Marica (SPA)                                                     |
| Binnenlandse Zaken                            | Urmila Joella-Sewnundun (VHP)                                             |
| Buitenlandse Zaken                            | Marie Levens (NPS)                                                        |
| Defensie                                      | Ronald Assen (NPS)                                                        |
| Financiën                                     | Humphrey Hildenberg (NPS)                                                 |
| Handel en Industrie                           | Jack Tjon Tjin Joe (Pertjaja Luhur) vanaf nov. 2002 Michael Jong Tjien Fa |
| Justitie en Politie                           | Siegfried Gilds (SPA)                                                     |
| Landbouw, Veeteelt en Visserij                | Geetapersad Gangaram Panday (VHP)                                         |
| Natuurlijke Hulpbronnen                       | Franco Demon (NPS)                                                        |
| Onderwijs en Volksontwikkeling                | Walther Sandriman (Pertjaja Luhur)                                        |
| Openbare Werken                               | Dewanand Balesar (VHP)                                                    |
| Planning en Ontwikkelingssamenwerking         | Stanley Raghoebarsing (VHP)                                               |
| Regionale Ontwikkeling                        | Romeo van Russel (NPS)                                                    |
| Sociale Zaken en Volkshuisvesting             | Paul Somohardjo (Pertjaja Luhur) vanaf okt. 2003 Samuel Pawironadi        |
| Transport, Communicatie en Toerisme           | Guno Castelen (SPA)                                                       |
| Volksgezondheid                               | Rakieb Khudabux (VHP)                                                     |

## Derde ambtstermijn(2005-2010)
Vicepresident in deze periode was Ramdien Sardjoe.
| Ministerie                                     | Minister                                                                                |
| ---------------------------------------------- | --------------------------------------------------------------------------------------- |
| Arbeid, Technologische Ontwikkeling en Milieu  | Clifford Marica (SPA) vanaf april 2006: Joyce Amarello-Williams                         |
| Binnenlandse Zaken                             | Maurits Hassankhan (VHP)                                                                |
| Buitenlandse Zaken                             | Lygia Kraag-Keteldijk (NPS)                                                             |
| Defensie                                       | Ivan Fernald (NPS)                                                                      |
| Financiën                                      | Humphrey Hildenberg (NPS)                                                               |
| Handel en Industrie                            | Siegfried Gilds (SPA) vanaf april 2006: Clifford Marica (sinds jan. 2006 al a.i.)       |
| Justitie en Politie                            | Chan Santokhi (VHP)                                                                     |
| Landbouw, Veeteelt en Visserij                 | Stanley Raghoebarsing (VHP)                                                             |
| Natuurlijke Hulpbronnen                        | Gregory Rusland (NPS)                                                                   |
| Onderwijs en Volksontwikkeling                 | Edwin Wolf (Pertjajah Luhur)                                                            |
| Openbare Werken                                | Ganeshkoemar Kandhai (VHP)                                                              |
| Planning en Ontwikkelingssamenwerking          | Rick van Ravenswaay (DA'91)                                                             |
| Regionale Ontwikkeling                         | Michel Felisi (AC/BEP)                                                                  |
| Ruimtelijke Ordening, Grondbeheer en Bosbeleid | Michael Jong Tjien Fa (Pertjajah Luhur)                                                 |
| Sociale Zaken en Volkshuisvesting              | Hendrik Setrowidjojo (Pertjajah Luhur)                                                  |
| Transport, Communicatie en Toerisme            | Alice Amafo (AC/ABOP) vanaf mrt. 2007: Michel Felisi a.i. vanaf mei 2007: Richel Apinsa |
| Volksgezondheid                                | Celsius Waterberg (AC/BEP)                                                              |